# Pravfond
Pravfond, la Fondation pour le soutien et la protection des droits des concitoyens résidant à l’étranger est une organisation initialement créée en 2012 par Dmitri Medvedev en tant qu'organisation destinée à venir en aide aux expatriés russes.
Après sa création, son objectif dérive de plus en plus vers un financement des opérations illégales dans le monde pour devenir une caisse noire du ministère russe des Affaires étrangères.

## Activités
Selon les statuts de l'organisation, il s'agit simplement d'apporter une « aide juridique ciblée à des compatriotes et à des organisations de défense des droits de l’homme ». Sur le papier, une organisation dont l'objectif s'approche de celui qu'aurait une ONG caritative.
Dans les faits, selon les documents que s'est procuré un consortium de médias, la fondation Pravfond est utilisée comme relais de financement dans les pays occidentaux et à travers le monde. On la retrouve dans 48 pays du monde, surtout en Europe où elle y est accusée de dépenser des millions d'euros pour des opérations de désinformation. Elle est composée d'anciens membres des services de renseignement russes. La fondation s'occupe également de défendre des citoyens russes dans des affaires d'espionnage dans les ex-républiques socialistes,.
L'entité est gouvernée par Alexander Oudaltsov (en), placé sur la liste des personnes sanctionnées en Europe en raison de son activité dans la guerre contre l'Ukraine. Andrei Soldatov (en), spécialiste des services secrets russes, considère Pravfond comme une organisation à classer comme élément de soft power dont les liens avec l'activité de recherche d'informations sont prouvés. En 2020, les services de sécurité estoniens découvrent que le FSB russe se sert de Pravfond comme d'un réseau dans lequel il peut enrôler des russes pour leurs besoins. Par ailleurs, toujours selon les services de sécurité estoniens, la fondation est également en lien avec le GRU, notamment par le biais de son unité 54777, chargée des opérations d'influence. Mais Pravfond est également en lien avec le SVR par le biais de ses directeurs adjoints.
Outre ses services auprès des espions, la fondation a également une activité de conseil et d'information juridique pour les ressortissants russes dans les pays étrangers. En France cette activité est assumée par le Conseil de coordination des compatriotes russes en France, entité dirigée par Gueorgui Chepelev, qui reçoit pour ce faire une allocation de 10 000 euros par an de 2018 à 2021.
Parmi les activités « culturelles » de la fondation, on trouve des financements pour des conférences en Europe dont les intitulés s'articulent autour de la dénazification de l'Ukraine comme par exemple « poursuivre le travail d’étude et de sape du nazisme ukrainien et de ses alliés à l’étranger ». Pour la fondation, il est important que ce type de conférence ait lieu à l'étranger, dans des pays au dessus de tout soupçon, de manière à assoir la légitimité de ce type de combat. En France, l'avocat Arnaud Develay assiste à ce type de conférences.

## Histoire
En 2012, le président russe Dmitri Medvedev crée la fondation Pravfond, destinée à venir en aide aux Russes se trouvant à l'étranger.
En 2014, Pravfond sert à régler les frais d'avocat, qui se montent à 240 000 euros, de Victor Bout, marchand d'armes russe et officier de renseignement, condamné aux États-Unis à 25 ans de prison. En 2019, Pravfond participe au financement des frais d'avocat de Krassikov, un espion russe condamné pour l'assassinat de Zelimkhan Khangoshvili, un officier géorgien d'origine tchétchène retrouvé mort à Berlin. On retrouve une trace d'un paiement de Pravfond en 2021, pour des frais d'avocat d'un montant de 60 000 euros.
Dès 2014, la fondation Pravfond subventionne à hauteur de 40 000 euros l’association Alliance Europe-Russie de l’eurodéputée lettone Tatjana Zdanoka pour ses opérations d'influence. Une enquête a montré en 2024 que Tatjana Zdanoka travaille pour le FSB.
Pravfond aurait participé au financement du média golos.eu, destiné à soutenir le point de vue russe dans la guerre d'information à propos de l'invasion de l'Ukraine et à servir de relais aux commentateurs russes voulant critiquer le gouvernement ukrainien. En 2022, Pravfond aurait financé à hauteur de 20 000 euros la création du média Euromore dont l'objectif est de pallier la fermeture de RT et Sputnik, deux médias russes fermés par l'Union européenne en 2022 en raison de leur diffusion de désinformation en faveur du pouvoir russe. Euromore est un média indépendant installé à Bruxelles et financé par Rusfuture, une fondation russe présidée par un ukrainien pro-russe, Youriy Kot,.
En juin 2024, un ressortissant russe est arrêté par les services secrets danois. Cette personne est soupçonnée d'avoir permis à « un service de renseignement étranger d’opérer au Danemark – y compris à travers des activités d’influence ». Toujours selon les services secrets danois, cette personne serait liée au réseau Pravfond.